# بالشتی‌نماها
بالشتی‌نماها (نام علمی: Maihueniopsis) نام یک سرده از زیرخانواده انجیری‌واران است.